# Resolució 2074 del Consell de Seguretat de les Nacions Unides
La Resolució 2074 del Consell de Seguretat de les Nacions Unides fou adoptada per unanimitat el 14 de novembre de 2012. Després d'observar la situació actual a Bòsnia i Hercegovina, el Consell va prorrogar el mandat d'EUFOR Althea a Bòsnia i Hercegovina, encarregada de vigilar el compliment de l'acord de Dayton en substitució de la SFOR i la IFOR, durant un any més.
El Consell va observar que disset anys després de la signatura de l'acord de Dayton, aquest encara no estava plenament implementat, i que el retorn dels refugiats era ser crucial per a una pau duradora. Però la situació a Bòsnia i Hercegovina era tranquil·la i estable, i les autoritats podien garantir la seguretat.
La reforma d'EUFOR Althea es va completar el setembre de 2012. El nombre de tropes es va reduir i la missió es va enfocar a la formació i l'enfortiment dels serveis de seguretat de Bòsnia i Hercegovina. Alhora es va recordar a les parts interessades la seva obligació de cooperar per aplicar l'acord de pau i que es considerarien mesures contra les parts que no compleixin amb les seves obligacions.